# Toni Acosta
Antonia del Carmen Acosta León (San Cristóbal de La Laguna, Tenerife, Canarias, 10 de abril de 1972), más conocida como Toni Acosta, es una actriz y humorista española.

## Biografía
Antonia del Carmen Acosta León nació el 10 de abril de 1972 en San Cristóbal de La Laguna (Tenerife). Es licenciada en derecho por la Universidad de La Laguna. Al terminar la carrera, se instala en Madrid con objeto de aprender interpretación con Clara Cosials en la escuela de cine y teatro Metrópolis c.e.

### Trayectoria profesional
Su carrera interpretativa ha estado estrechamente vinculada a la televisión, donde cabe destacar su papel de Vera Muñoz en la serie Policías, en el corazón de la calle, a raíz del cual empezó a ser popular. Más tarde, vendría otro papel televisivo, esta vez en Un paso adelante donde se metió en la piel de Jacinta Jiménez, «J.J.». En teatro destacan sus intervenciones en obras de gran aceptación como 5mujeres.com (2002), El método Grönholm (2007) y La gaviota (2012).
En 2010, Acosta formó parte del elenco de Supercharly, serie emitida por Telecinco en la que interpretó el papel de Fani. La serie fue retirada tras su quinto episodio tras los discretos índices de audiencia registrados. Su siguiente gran papel en televisión llegó dos años más tarde, interpretando a Sonsoles durante las tres temporadas de Con el culo al aire, serie ambientada en un camping y que fue emitida en Antena 3. En 2015 se incorporó al reparto de la sitcom de Cuatro, Gym Tony en la segunda temporada de la serie. Ha participado varias veces en El club de la comedia con monólogos humorísticos.
En 2018 estrenó las películas Sin rodeos junto a Santiago Segura y Silvia Abril, El mejor verano de mi vida con Leo Harlem y Jordi Sánchez, Los futbolísimos dirigida por Roberto Santiago y Yucatán de Daniel Monzón. En 2019 comenzó a protagonizar  Señoras del (h)AMPA una serie de Telecinco donde interpreta a Mayte Soldevilla, junto con Malena Alterio, Mamen García y Nuria Herrero y que renovó por una segunda temporada. Ese año comenzó también a presentar en la Cadena SER el programa radiofónico El grupo, con Silvia Abril , donde hablan de temas y cuestiones que se tratan en un grupo creado para el programa en la app Telegram, donde cualquiera puede acceder al grupo y comentar.
En 2019 protagonizó la película Padre no hay más que uno, con el papel de Marisa, y un año más tarde su secuela, repitiendo su rol. También en el 2019 codirige y coprotagoniza el programa de la Cadena SER El Grupo junto a Silvia Abril. Posteriormente, en 2021, fue una de las protagonistas de la comedia de Fernando Colomo Poliamor para principiantes. En julio del mismo año se anunció su papel protagónico para la serie de HBO Max Sin novedad. También se anunció su participación en las películas Espejo, espejo de Marc Crehuet y Todos lo hacen de Hugo Martín Cuervo. En 2022 junto a Silvia Abril protagonizó el docu-reality El gran Sarao transmitida en TNT. Se trata de una serie de televisión producida por Sidecar Media para Warner Bros. Discovery con la colaboración de la empresa de organización de eventos La Puta Suegra, en la que ambas celebran sus 50 cumpleaños de una manera tan poco convencional que nunca olvidarán.
En 2023 ficha por Cuatro estrellas nueva serie diaria de La 1 junto a Antonio Resines o Dafne Fernández.
En 2025 publicó su primer libro Un caracol en mi armario publicado por Harper Collins Ibérica.

## Vida personal
En 2002 se casó con el director Jacobo Martos, hijo mayor del cantante linarense Raphael y la escritora Natalia Figueroa, a quien conoció cuando ambos trabajaban en Policías, en el corazón de la calle. Acosta y Martos, cuya relación se rompió en julio de 2015, son padres de dos niños: Nicolás, nacido en el año 2004, y Julia, que nació en 2008.

## Filmografía

### Cine
| Año  | Título                                              | Personaje     | Director            |
| ---- | --------------------------------------------------- | ------------- | ------------------- |
| 2007 | Luz de domingo                                      | Cova          | José Luis Garci     |
| 2008 | 7 minutos                                           | Ana           | Daniela Fejerman    |
| 2015 | Cuento de verano                                    | Antonia       | Carlos Dorrego      |
| 2015 | Tiempo sin aire                                     | Silvia        | Andrés Duque        |
| 2015 | Mi gran noche                                       | María         | Álex de la Iglesia  |
| 2015 | Incidencias                                         | Solana        | José Corbacho       |
| 2016 | Wild Oats                                           | Supervisora   | Andy Tennant        |
| 2018 | Yucatán                                             | Chusa         | Daniel Monzón       |
| 2018 | Sin rodeos                                          | Bea           | Santiago Segura     |
| 2018 | Los Futbolísimos                                    | Laura         | Miguel Ángel Lamata |
| 2018 | El mejor verano de mi vida                          | Daniela       | Dani de la Orden    |
| 2019 | Padre no hay más que uno                            | Marisa Loyola | Santiago Segura     |
| 2020 | Padre no hay más que uno 2: La llegada de la suegra | Marisa Loyola | Santiago Segura     |
| 2021 | Poliamor para principiantes                         | Tina          | Fernando Colomo     |
| 2022 | Espejo, espejo                                      | María         | Marc Crehuet        |
| 2022 | Padre no hay más que uno 3                          | Marisa Loyola | Santiago Segura     |
| 2022 | Todos lo hacen                                      | Bustos        | Hugo Martín Cuervo  |
| 2023 | ¡Vaya vacaciones!                                   | Begoña        | Víctor García León  |
| 2023 | Fenómenas                                           | Gloria        | Carlos Therón       |
| 2024 | Padre no hay más que uno 4                          | Marisa Loyola | Santiago Segura     |

### Televisión
| Año                      | Título                | Canal                | Notas        |
| ------------------------ | --------------------- | -------------------- | ------------ |
| 2011; 2014               | El club de la comedia | La Sexta             | Monologuista |
| 2013 - 2015              | Me resbala            | Antena 3             | Colaboradora |
| 2018 - 2021              | El hormiguero         | Antena 3             | Invitada     |
| 2018 - 2021              | Late motiv            | #0                   | Invitada     |
| 2019; 2022               | Zapeando              | La Sexta             | Invitada     |
| 2021                     | La Sexta noche        | La Sexta             | Invitada     |
| 2021; 2023               | La resistencia        | #0                   | Invitada     |
| 2016 - 2017; 2021 - 2022 | Pasapalabra           | Telecinco / Antena 3 | Invitada     |
| 2022                     | La noche D            | La 1                 | Invitada     |
| 2022                     | Planeta Calleja       | Cuatro               | Invitada     |
| 2022                     | El gran sarao         | TNT                  | Protagonista |
| 2024                     | Martínez y Hermanos   | Cuatro               | Invitada     |

### Series
| Año         | Título                              | Canal                   | Personaje                 | Notas         |
| ----------- | ----------------------------------- | ----------------------- | ------------------------- | ------------- |
| 1996        | La casa de los líos                 | Antena 3                | Extra                     | 1 episodio    |
| 1998        | Manos a la obra                     | Antena 3                | Extra                     | 1 episodio    |
| 1998 - 1999 | Compañeros                          | Antena 3                | Mónica Ruiz / Vera        | 2 episodios   |
| 2000 - 2003 | Policías, en el corazón de la calle | Antena 3                | Vera Muñoz                | 83 episodios  |
| 2003        | 7 vidas                             | Telecinco               | Bego                      | 1 episodio    |
| 2003 - 2005 | Un paso adelante                    | Antena 3                | Jacinta Jiménez "J.J."    | 49 episodios  |
| 2006        | Tirando a dar                       | Telecinco               | Blanca                    | 7 episodios   |
| 2007 - 2008 | El síndrome de Ulises               | Antena 3                | Estela Miralles           | 26 episodios  |
| 2010        | Supercharly                         | Telecinco               | Estefanía "Fani" Sáez     | 5 episodios   |
| 2010        | Adolfo Suárez, el presidente        | Antena 3                | Amparo Illana             | 2 episodios   |
| 2012 - 2014 | Con el culo al aire                 | Antena 3                | Sonsoles Abajo de la Vega | 42 episodios  |
| 2015 - 2016 | Gym Tony                            | Cuatro                  | Raquel                    | 248 episodios |
| 2019 - 2021 | Señoras del (h)AMPA                 | Telecinco / Prime Video | Mayte Soldevilla          | 26 episodios  |
| 2021        | Sin novedad                         | HBO Max                 | Yasmina                   | 6 episodios   |
| 2023 - 2024 | 4 estrellas                         | La 1                    | Clara Rojo                | 168 episodios |
| 2024        | Atasco                              | Prime Video             | Taxista                   | 4 episodios   |
| 2024        | Mamen Mayo                          | SkyShowtime             | Rebeca Mayo               | 1 episodio    |

## Teatro
- La tentación vive arriba  (2000)
- 5mujeres.com (2002)
- Ana en el trópico (2005)
- El invierno bajo la mesa (2006)
- El método Grönholm (2007)
- Emma (2009)
- La gaviota (2012)
- Antígona (2013)
- De mutuo desacuerdo (2014)
- La estupidez (2016)
- El sonido oculto (2023)
- "El fin" (2024)
- Una madre de película (2025)

## Radio
| Año         | Título        | Emisora    | Notas                             |
| ----------- | ------------- | ---------- | --------------------------------- |
| 2019 - 2021 | El Grupo      | Cadena SER | Presentadora junto a Silvia Abril |
| 2022        | Las del Grupo | Podimo     | Presentadora junto a Silvia Abril |

## Premios y nominaciones
Festival de Cine de Málaga
| Año  | Categoría                                     | Película         | Resultado |
| ---- | --------------------------------------------- | ---------------- | --------- |
| 2009 | Biznaga de Plata a la mejor actriz de reparto | 7 citas          | Ganadora  |
| 2015 | Zonacine - Mejor actriz                       | Cuento de verano | Ganadora  |

Premios Feroz
| Año  | Categoría                              | Película            | Resultado |
| ---- | -------------------------------------- | ------------------- | --------- |
| 2020 | Mejor actriz protagonista de una serie | Señoras del (h)AMPA | Nominada  |

Premios Fotogramas de Plata
| Año  | Categoría                  | Serie               | Resultado |
| ---- | -------------------------- | ------------------- | --------- |
| 2020 | Mejor actriz de televisión | Señoras del (h)AMPA | Ganadora  |

Unión de Actores y Actrices
| Año  | Categoría                               | Serie               | Resultado |
| ---- | --------------------------------------- | ------------------- | --------- |
| 2020 | Mejor actriz protagonista de televisión | Señoras del (h)AMPA | Nominada  |